# Wojna angielsko-holenderska o Jawę
Wojna angielsko-holenderska o Jawę 1811 – konflikt o kolonię holenderską zakończony zwycięstwem Anglików i obsadzeniem stanowiska gubernatora Jawy przez Thomasa Stamforda Rafflesa.
Pod koniec XVIII w. zaznaczył się wyraźny spadek wpływów Holenderskiej Kompanii Wschodnioindyjskiej (VOC) w rejonie Azji Południowo-Wschodniej. Gwałtowny spadek dochodów z handlu przyprawami, olbrzymie koszty kontroli terytorialnej, wszechobecna korupcja oraz fatalny stan gospodarki doprowadzały do upadku Kompanii. Dnia 31 grudnia 1799 r. Holenderska Kompania Wschodnioindyjska, której długi osiągnęły kwotę 140 mln guldenów, ogłosiła upadłość i została przejęta przez rząd holenderski. W roku 1806 rząd Republiki Batawskiej przekazał kontrolę nad Indiami Holenderskimi w ręce Ministerstwa ds. Kolonii. Na czele rządu stanął brat Napoleona Bonapartego Ludwik.
Zarząd kolonialny obawiał się faktu, że wojna z Wielką Brytanią może doprowadzić do zajęcia przez Anglików posiadłości holenderskich w południowo-wschodniej Azji. W tym celu mianował na stanowisko generalnego gubernatora Hermana Willema Daendelsa, który z miejsca zarządził wybudowanie umocnień obronnych oraz mobilizację wojska, powołując młodych rezerwistów. Wzdłuż północnego wybrzeża robotnicy przymusowi wybudowali liczącą 1000 km długości drogę tzw. (Grote Postweg). W roku 1811 Daendels został odwołany ze stanowiska gubernatora kolonii. Powodem były pogłoski, jakoby zamierzał on oderwać kolonię od Niderlandów. Jego miejsce zajął Jan Willem Janssens.
Brytyjczycy, którzy rok wcześniej zajęli Moluki z wyspami Ambon oraz Ternate, obawiali się zajęcia posiadłości holenderskich przez Francję i zaatakowali pod koniec sierpnia 1811 r. Jawę. Na czele wojsk brytyjskich stał Samuel Auchmuty. Pomocy Anglikom udzielił generalny gubernator Indii Gilbert Elliot.
Dnia 28 sierpnia Brytyjczycy zaatakowali silnie bronione pozycje przeciwnika pod Meester Cornelis (obecnie dystrykt Jatinegara w Dżakarcie). Po zdobyciu miasta Semarang we wrześniu Janssens skapitulował.
Anglicy przejmując kontrolę nad posiadłościami holenderskimi, mianowali gubernatorem kolonii późniejszego założyciela miasta Singapur Thomasa Stamforda Rafflesa. Raffles zarządził szereg politycznych i gospodarczych reform, zmniejszając wpływy miejscowej szlachty i przeprowadzając w roku 1813 reformę ziemską. W roku 1816 Brytyjczycy przekazali Jawę z powrotem pod panowanie Holendrów.